# Шторм (роман)
«Шторм» чи «Буря» (фр. La Tempête) — науково-фантастичний роман французького письменника Рене Баржавеля, опублікований в 1982 році видавництвом Denoël.

## Сюжет
Молода американка Джудіт (ім'я є свідомим відсиланням до біблейської Юдити) стане найнезвичайнішою героїнею за всю історію людства. Але доти буде величезна війна, потім мир, фантастичне, але повне небезпек благоденство. Над людством висить страшний ризик повного знищення. Саме Джудіт обрана долею спробувати його врятувати, й вона опиняється в протистоянні з одним чоловіком, якого знала з п'ятнадцяти років і якого хотіла забути.
У творі, як і в більшості романів Баржавеля, використані мотиви його епохи: холодна війна (хоча сторони її в романі відмінні від реальних), страх ядерного апокаліпсису, космічні польоти.

## Структура
Роман розділений на три чіткі частини:
- У першій частині розповідається про війну між американським і азійським континентами, величезну й некеровану війну. Ця частина досить стисла й завершується відкриттям «Гелен» — зброї, що покладе кінець конфлікту.
- Друга частина розповідає про кінець війни, початок мирного життя і надій, що приходять з цим, а також паралельно молодість Джудіт, її зустріч з людиною, з якою знову зіткнеться пізніше, ту, яку прагнутиме забути. Друга частина закінчується новим життям одруженої Джудіт: з дитиною і люблячим чоловіком.
- З третьої частини, найтривалішої, ми дізнаємося про крах миру й пов'язаної з ним рівноваги. Джудіт знов знаходить любов своєї юності, щоб спробувати врятувати світ.